# Терапия поведением
Терапия поведением — направление в психотерапии, разработанное российским психотерапевтом Михаилом Покрассом.
Самостоятельный эффективный подход к лечению неврозов и психосоматических расстройств, получивший признание в России и за рубежом под названием «Терапия поведением» и изложенный в одноименной книге.

## История
В 1970 году открылся один из первых в стране и первый в Куйбышевской области психотерапевтический кабинет Михаила Покрасса, в котором формировались основы нового терапевтического подхода — «Терапии поведением». В феврале того же года, на заседании Куйбышевского областного общества невропатологов и психиатров, впервые был сделан доклад о первых этапах «Терапии поведением» (с демонстрацией пациента). В 1972 году М. Л. Покрасс делает доклад о «Терапии поведением» в отделении неврозов института им. В. М. Бехтерева. Руководитель института, академик В. Н. Мясищев и профессор Б. Д. Карвасарский предоставили М. Покрассу возможность лечить больных в отделении неврозов института. Б. Д. Карвасарский познакомил с работой Покрасса своего коллегу Вольфа Лаутербаха. Лаутербах впервые опубликовал, назвав его «открытием» и поставив в ряд с подходом академика В. Н. Мясищева, подробное изложение подхода М. Л. Покрасса в своей книге «Психотерапия в Советском Союзе», вышедшей в Германии, Австрии и США.

## Общие сведения
«Терапия поведением» — система мероприятий, используемых для лечения неврозов с обсессивно-фобической симптоматикой в амбулаторных условиях. В этой системе описываются особенности поведения пациента, которые способствуют возникновению и фиксации обсессивно-фобической симптоматики и без которых эта симптоматика не может сохраняться. Обнаружением этих особенностей определяются задачи психотерапевта по перестройке поведения пациента. Эти задачи сводятся к устранению в поведении пациента указанных особенностей и организации нового стереотипа поведения, препятствующего развитию и фиксации обсессивно-фобических расстройств. Подробно излагаются принципы, на которых строится организация нового поведения. Перечисляются задачи, последовательно возникающие в процессе терапии, которые определяются динамикой клинической картины невроза (актуальной для пациента), под влиянием лечения. Описываются этапы терапии, в ходе которых эти задачи разрешаются. После последовательного изложения сущности и содержания всех этапов психотерапии, показывается, как она осуществляется практически. Для этого используются конкретные примеры.
Анализ поведения страдающих неврозом с обсессивно-фобической симптоматикой позволяет выделить некоторые, общие для всех пациентов этой группы, особенности поведения.
Лечебная практика показывает, что устранение некоторых из этих особенностей препятствует развитию обсессивно-фобических расстройств. Кроме того, появление этих черт поведения, при других неврозах, способствует возникновению и развитию названных расстройств.
Изложенное наблюдение позволило сделать вывод, что эти особенности (наличие которых способствует, а устранение препятствует развитию и фиксации обсессивно-фобической симптоматики) являются непременным условием развития и фиксации обсессий и фобий при неврозах. Устранение этих особенностей приводит к ликвидации обсессивно-фобического синдрома.
Вот эти особенности:
1. Первая особенность заключается в отказе от такой практической деятельности, в ходе которой мог бы быть приобретен собственный опыт, обесценивающий навязчивое переживание и обнаруживающий необоснованность этого же переживания.
Первая особенность поведения страдающих неврозом с обсессивно-фобической симптоматикой — отказ от действий вопреки страху, избегание явлений, служащих поводом для тревоги (без выяснения её действительных причин) и снижающие эту тревогу защитительные ритуалы. В результате такого поведения, переживание остается субъективно обоснованным.
Но субъективно обоснованное переживание страха еще не является навязчивым переживанием (Женщина боится мышей, избегает их, заводит кошку, но при этом остается здоровой). Для того, чтобы субъективно обоснованное переживание стало навязчивым, необходимо, чтобы оно по каким-то личностно значимым критериям было нежелательным. Эта личностная неприемлемость переживания обусловливает следующее проявление в поведении, необходимое для превращения переживания в навязчивое.
2. Вторая особенность поведения страдающих неврозом с обсессивно-фобической симптоматикой заключается в попытках, не действуя вопреки субъективно обоснованному переживанию, устранить его волевым усилием («отвлечься», «не думать», «взять себя в руки», «убедить себя»). В результате переживание становится навязчивым (Женщине стыдно бояться мышей и она, избегая их, старается прогнать страх. Страх же тогда нарастает и женщину уже пугает писк, шорох, дыра в том месте, где проходит водопроводный стояк и так далее).

Задачи. Последовательность и условия решения
Врачу удобнее (это тогда основа сочувствования!) разрешать терапевтические задачи в той последовательности, в которой они вызывают максимальную заинтересованность у пациента.
Эта заинтересованность определяется актуальным для него (пациента) состоянием в момент начала лечения, а в дальнейшем — динамикой невротического синдрома в процессе лечения.
Практически, последовательно разрешаются следующие задачи:
1. Устранение обсессий в переживании пациента, то есть их дезактуализация и последующее прекращение.
2. Устранение проявления обсессий в поведении, то есть выявление особенностей поведения, способствующих их развитию и фиксации, устранение этих особенностей, организация поведения, недопускающего возникновения и фиксации обсессий.
3. Устранение, исходных в неврозе, эмоциональных и вегето-соматических расстройств, скрывающихся за актуальной для пациента обсессивно-фобической симптоматикой.
4. Актуализация внешнего конфликта и обучение пациента тактике его разрешения.
5. Актуализация внутреннего конфликта, предрасполагающего к возникновению типичных для данной личности внешних конфликтов.
6. Освоение стратегий продуктивного использования личностных индивидуальных особенностей.

Для разрешения первой задачи необходимо:
1. Показать пациенту, что прекращение попыток устранить субъективно обоснованное переживание волевым усилием ухудшает состояние, ведет к вредным для пациента последствиям. Пациент часто убежден, что только благодаря таким попыткам он «еще держится»: не сходит с ума, не кончает жизнь самоубийством, хоть под утро, но засыпает, и так далее. Он считает, что прекращение « борьбы» грозит ему большими мучениями и поэтому «борется», изматывая себя.
2. Показать пациенту, что прекращение таких попыток облегчает состояние, ослабляет навязчивое переживание, а «борьба» с субъективно обоснованным переживанием делает его навязчивым.
3. Показать, что его переживание является субъективно обоснованным и останется таким до тех пор, пока он не приобретет собственного опыта (а не логического доказательства), который покажет, со всей убедительностью, необоснованность переживания.
«Показать» — означает, здесь, дать возможность получить опыт, дать возможность почувствовать, дать возможность пережить, дать возможность проверить.

Для разрешения второй задачи необходимо помочь пациенту так организовать поведение, чтобы он убедился в необоснованности навязчивого переживания, то есть приобрел соответствующее практическое знание, соответствующий собственный опыт. Поведение, демонстрирующее пациенту безосновательность или безопасность навязчивого переживания, создает условия для его устранения. В случае фобий, поведение вопреки страху рождает опыт, убеждающий в необоснованности страха и приводящий к его исчезновению. Критика, о которой принято говорить при наличии фобий, основана на знании теоретическом, не подкрепленном собственным опытом. Такая критика, поэтому не способна мобилизовать пациента, когда надо действовать вопреки страху и в этом случае, по поведенческим проявлениям, не отличается от критики при сверхценной идее.[прояснить]
Исходя из вышеизложенных задач, врач строит терапию невроза, основанную на перестройке поведения, в ходе которой эти задачи последовательно разрешаются.
Разработка метода и его практическое применение поставили множество конкретных вопросов, касающихся мотивации поведения, инициативы, творчества. Попыткой ответить на эти вопросы стала оригинальная теория мотивации человеческого переживания и поведения, подробно изложенная в книге «Залог возможности существования».
Теория раскрывает необходимую для практика (психотерапевта, психолога, воспитателя, педагога) сущность психотерапевтического, педагогического и воспитательного подходов, в традициях отечественной науки. Решение специфических для человека нашей цивилизации проблем рассматривается М. Л. Покрассом сквозь призму представления о личности как o Homo Moralis и только потом Homo Sapiens.